# Орех Пузанова
Оре́х Пуза́нова — ботанический памятник природы в селе Верхоречье в Бахчисарайском районе, Республика Крым. Памятник природы расположен по улице Марта, 18 и является самым старым экземпляром грецкого ореха возрастом более 500 лет[уточнить]. На высоте 1,3 м, ниже разветвляющейся части, дерево имеет диметр ствола 194 см и окружность ствола 582 см, высота дерева — 20 м. Дерево названо в честь российского учёного Ивана Ивановича Пузанова (1885—1971). Приказом Министерства экологии и природных ресурсов Республики Крым № 523 от 29 апреля 2021 года «Орех Пузанова» объявлен памятником природы регионального значения со статусом особо охраняемой природной территории.